# Тотеа де Хурезани (Горж)
Тотеа де Хурезани (рум. Totea de Hurezani) насеље је у Румунији у округу Горж у општини Хурезани. Oпштина се налази на надморској висини од 256 m.

## Становништво
Према подацима из 2002. године у насељу је живело 293 становника, од којих су сви румунске националности.